# Steep Point
Steep Point is het meest westelijke punt van het Australische vasteland.

## Geschiedenis
De Malgana Aborigines bewoonden de streek ten tijde van de Europese kolonisatie.
In 1697, toen hij voor anker ging aan de meest zuidelijke punt van Dirk Hartogeiland, noemde de Nederlandse zeevaarder en ontdekkingsreiziger Willem de Vlamingh het meest westelijke punt van het Australische vasteland 'Steyle Hock'. Louis de Freycinet noemde het punt in 1801 'Point Escarpee' en Phillip Parker King verengelste 'Steyle Hock' in 1822 tot Steep Point.

## Geografie
Steep Point is het meest westelijke punt van het Australische vasteland. Het ligt in de regio Gascoyne, 670 kilometer ten noordwestnoorden van de West-Australische hoofdstad Perth. Het maakt deel uit van het als nationaal park voorgestelde 'Edel Land' en van het in 1991 op de werelderfgoedlijst geplaatste Shark Bay.
Ten zuiden van Steep Point liggen de 'Zuytdorp Cliffs', tot 200 meter hoge kliffen die over een afstand van ongeveer 200 kilometer tot Kalbarri lopen. De kliffen werden vernoemd naar het VOC-schip, de Zuytdorp, dat er in 1712 verging. Net ten noorden van Steep Point ligt Dirk Hartogeiland. Het eiland is met een veerboot vanaf Steep Point bereikbaar.
Steep Point is enkel bereikbaar met vierwielaandrijving. Het ligt ongeveer 200 kilometer ten oosten van de North West Coastal Highway. Het meest nabijgelegen plaatsje is Denham.

## Sportvisserij
Steep Point staat bij de Australische sportvissers bekend als een uitstekende plaats om van op land te vissen. Er leven 230 vissoorten waaronder makrelen, horsmakrelen en zeilvissen.

## Zeebeving
De zeebeving van Java op 17 juli 2006 bereikte een hoogte van 7,9 meter op Steep Point.